# Dwór w Pławnicy
Dwór w Pławnicy – zabytkowy dwór został wybudowany przez hr. Georga Oliviera von Wallisa w pierwszej połowie XVIII wieku. Obecnie nie istnieje, z całego zespołu dworskiego zachowała się jedynie oficyna, służąca jako budynek mieszkalny.

## Położenie
Dwór leżał na północno-zachodnim skraju Pławnicy – wsi w Polsce, w województwie dolnośląskim, w powiecie kłodzkim, w gminie Bystrzyca Kłodzka.

## Historia
Dwukondygnacyjny dwór został wybudowany przez hr. Georga Oliviera von Wallisa w pierwszej połowie XVIII wieku. Po 1815 roku popadał w ruinę, następnie uległ całkowitemu zniszczeniu. Z całego założenia dworskiego do dziś przetrwała oficyna (budynek nr 103) i część zabudowań gospodarczych. Obecnie oficyna jest własnością prywatną i służy jako budynek mieszkalny.
Decyzją wojewódzkiego konserwatora zabytków z dnia 22 grudnia 1971 roku oficyna została wpisana do rejestru zabytków.

## Architektura
Oficyna dworska w Pławnicy to budynek murowany, wzniesiony na planie zbliżonym do kwadratu, dwukondygnacyjny, nakryty dachem mansardowym z wybudowanymi później lukarnami. Budynek stylistycznie nawiązuje do antycznych willi rzymskich. Fasada jest trzyosiowa z centralnie umieszczonym głównym wejściem. Elewacje budynku zachowały podziały ramowe, wydatny gzyms wieńczący i uszate obramowania otworów okiennych. Układ wnętrz dwutraktowy z sienią przebiegającą na osi budynku. W dwóch pomieszczeniach parteru zachowały się sklepienia kolebkowe. Od południa i zachodu do budynku przylegają zabudowania gospodarcze.

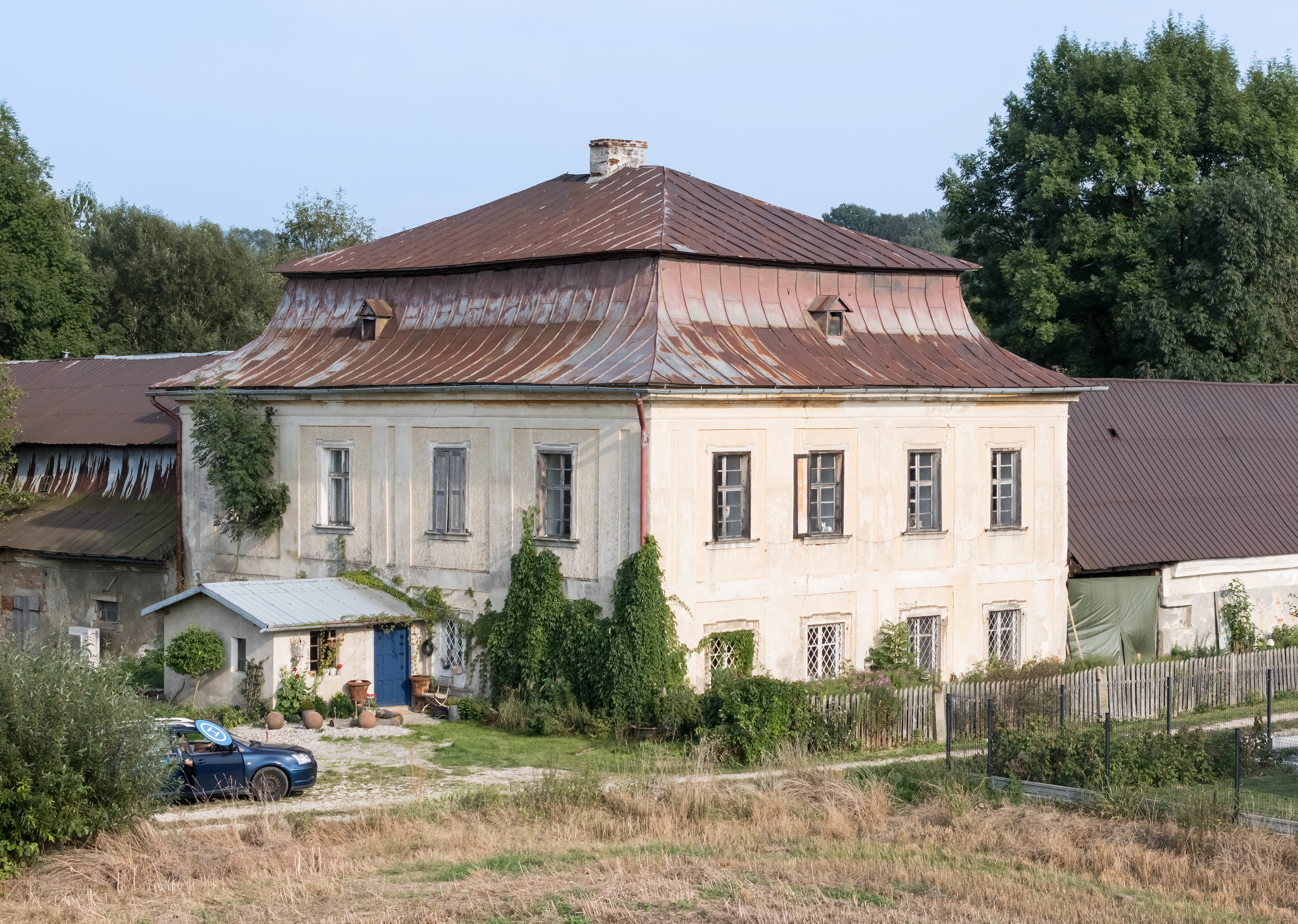
Dawna oficyna dworska